# Klog på Sprog
Klog på Sprog er et radioprogram fra DR på P1 om sprog. Værten er Adrian Hughes som sammen med varierende gæster diskuterer et sprogligt emne og besvarer spørgsmål som er sendt ind til programmet. Det er blevet sendt i radioen siden 2017, hvor det erstattede Sproglaboratoriet.
Programmet kårer Årets ord i samarbejde med Dansk Sprognævn. Festivalen Sprogense har været vært for liveudsendelser af programmet. I 2021 modtog Adrian Hughes Buketten, en pris fra KLF, Kirke & Medier, for programmet.
I 2023 var programmet involveret i en sag om dårlige arbejdsforhold hos en praktikant ved DR. En udsendelse fra 2023 fik omtale efter en gæst kritiserede Hughes i slutningen af programmet.